# Hans Kazzer

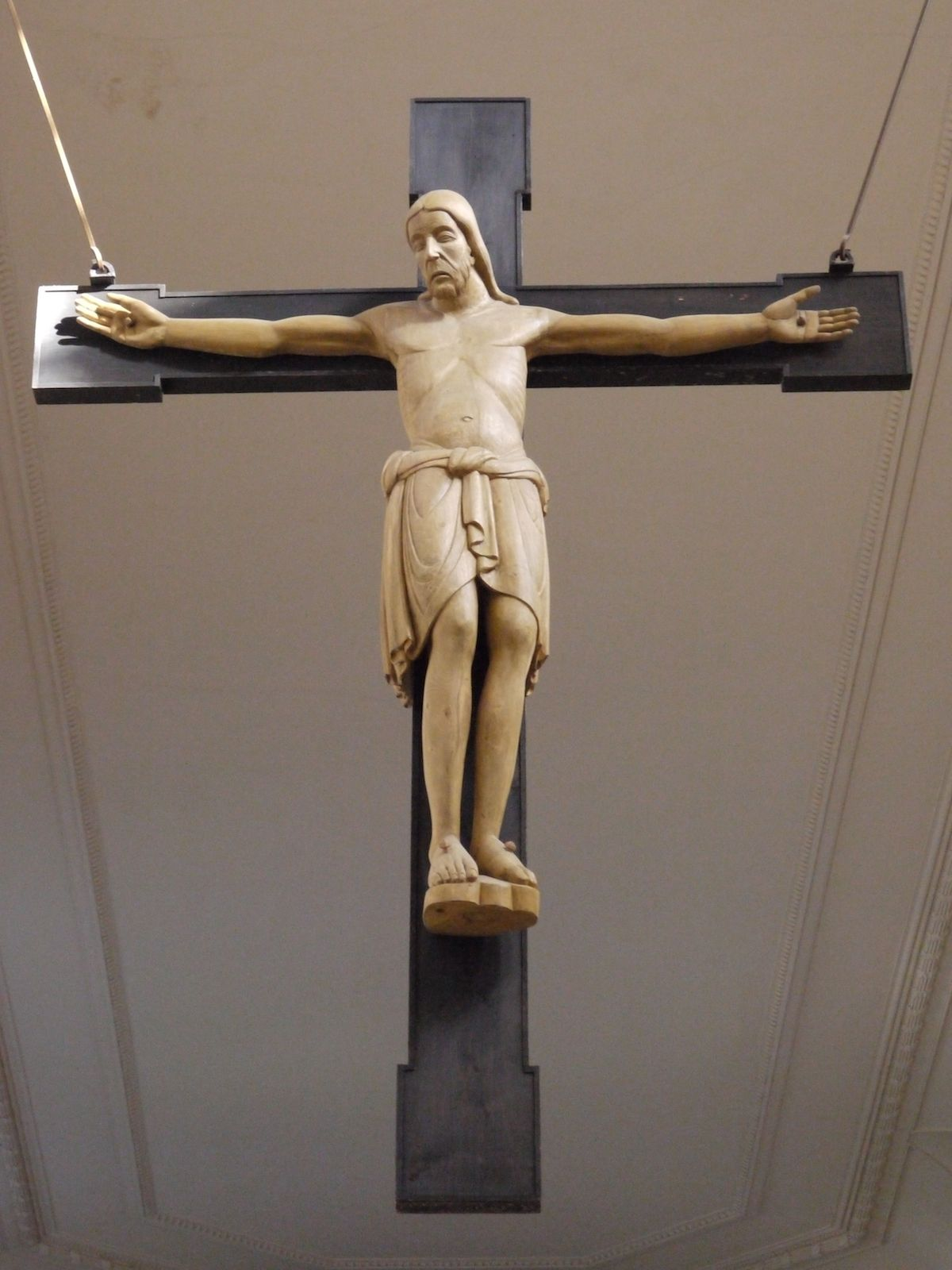
Ringelheimer Kreuz in der katholischen Kirche St. Abdon und Sennen in Salzgitter-Ringelheim;
Kopie von Hans Kazzer angefertigt

Hans Kazzer (* 5. November 1940 in Breslau) ist ein deutscher Bildhauer, der in München und in Lungkwitz bei Kreischa lebt. Er ist als Maler, Holzbildhauer, Metallbildhauer und Restaurator vielfältig tätig. Sein gleichnamiger Sohn (* 1966) ist ebenfalls Bildhauer und Architekt.

## Leben
Mit dem nahenden Ende des  Zweiten Weltkriegs flüchtete die Familie Kazzer 1945 nach Kreischa. Hier machte Hans Kazzer 1955–1958 eine handwerkliche Ausbildung zum Bildhauer bei der Firma Schwabe. Im DEFA-Studio für Trickfilme in Dresden arbeitete er anschließend bis 1962 als Puppengestalter.
An der Hochschule für Grafik und Buchkunst Leipzig studierte er 1962–1965 Bildhauerei. Danach wurde Hans Kazzer Produktionsassistent und leitete den Modellbau an den Zentralen Theaterwerkstätten in Berlin bis 1971. Ab 1972 wurde er freier Mitarbeiter am Institut für Denkmalpflege Dresden (dem heutigen Landesamt für Denkmalpflege Sachsen). Außerdem beteiligte er sich ab 1976 an den jährlich stattfindenden Steinbildhauersymposien in Cotta. Kazzer war Mitglied des Verbands Bildender Künstler der DDR und 1974 und 1979 auf der Bezirkskunstausstellung Dresden vertreten.  
1980 übersiedelte die Familie in die Bundesrepublik Deutschland. 1981 erhielt  Kazzer eine Anstellung als Bildhauer und Restaurator bei der Bayerischen Schlösserverwaltung in München.
Kazzer ist verheiratet und hat einen Sohn mit dem gleichen Namen, der in die Fußstapfen des Vaters trat. Hans Kazzer jun. (* 1966) wurde ebenfalls Bildhauer und Architekt. Er betreibt eine Holzbildhauerwerkstatt und seit 1997 zusammen mit Martin Aichner ein Architekturbüro in München. Der Junior ist seit 2002 wissenschaftlicher Mitarbeiter an der Fakultät für Architektur, Institut für Entwerfen und Bautechnik/Holzbau der Technischen Universität München.

## Beispiele seines Wirkens
- 1975: Die Stehende, Bronzeakt in der damaligen Leningrader Straße in Dresden, am Rande der Prager Straße[3]
- In der Dorfkirche Schellerhau arbeitete Kazzer zusammen mit drei Dresdner Künstlern nach der Wende als Restaurator der sakralen Kunst.[4]
- 1990: Porträt Colin Davis’ für die Staatskapelle Dresden
- 1992: Porträt des Volksschauspielers Gustl Bayrhammer für den Bayerischen Rundfunk
- 1993/94: Kopie der Statue des  hl. Bernward von Hildesheim für die Kirche St. Abdon und Sennen
- 1995: Porträt des damaligen Präsidenten der Bayerischen Schlösserverwaltung Ortholf Freiherr von Crailsheim
- 1996: Büste des Robert Schumann im Auftrag des Kunst- und Kulturvereins Robert-Schumann Kreischa e.V., aufgestellt im Kurpark von Kreischa 1997[5][1]
- 1997: Porträt des Präsidenten der Technischen Universität München Prof. Otto Meitinger
- 2001: Porträt des Opernsängers Peter Schreier
- 2006: „Obeliskus Augustalis“ für das Grüne Gewölbe Dresden
- 2006: bronzene Gedenktafel für den „Brücke“-Maler Otto Mueller im Dresdner Stadtteil Rockau[6]
- 2008: Büste der Clara Wieck (Schumann) in Schmorsdorf bei Maxen, im Auftrag des Heimatvereins angefertigt[7]
- 2009: Porträt Heinrich Müller
- 2010: Porträt Heinrich Magirius
- Im Februar 2011 war Kazzer in der Jury des 15. Schneeskulpturen-Wettbewerbs im Erzgebirge „Im Zeichen der Götter und Sagen“ vertreten.[8]
- 2010/11: eine 6 kg schwere Bronzebüste mit zwei Gesichtern für Raden Saleh, dem „Begründer der indonesischen Malerei“[9]
- 2018: Büste Peter Schreier im Kurpark von Kreischa

## Galerie

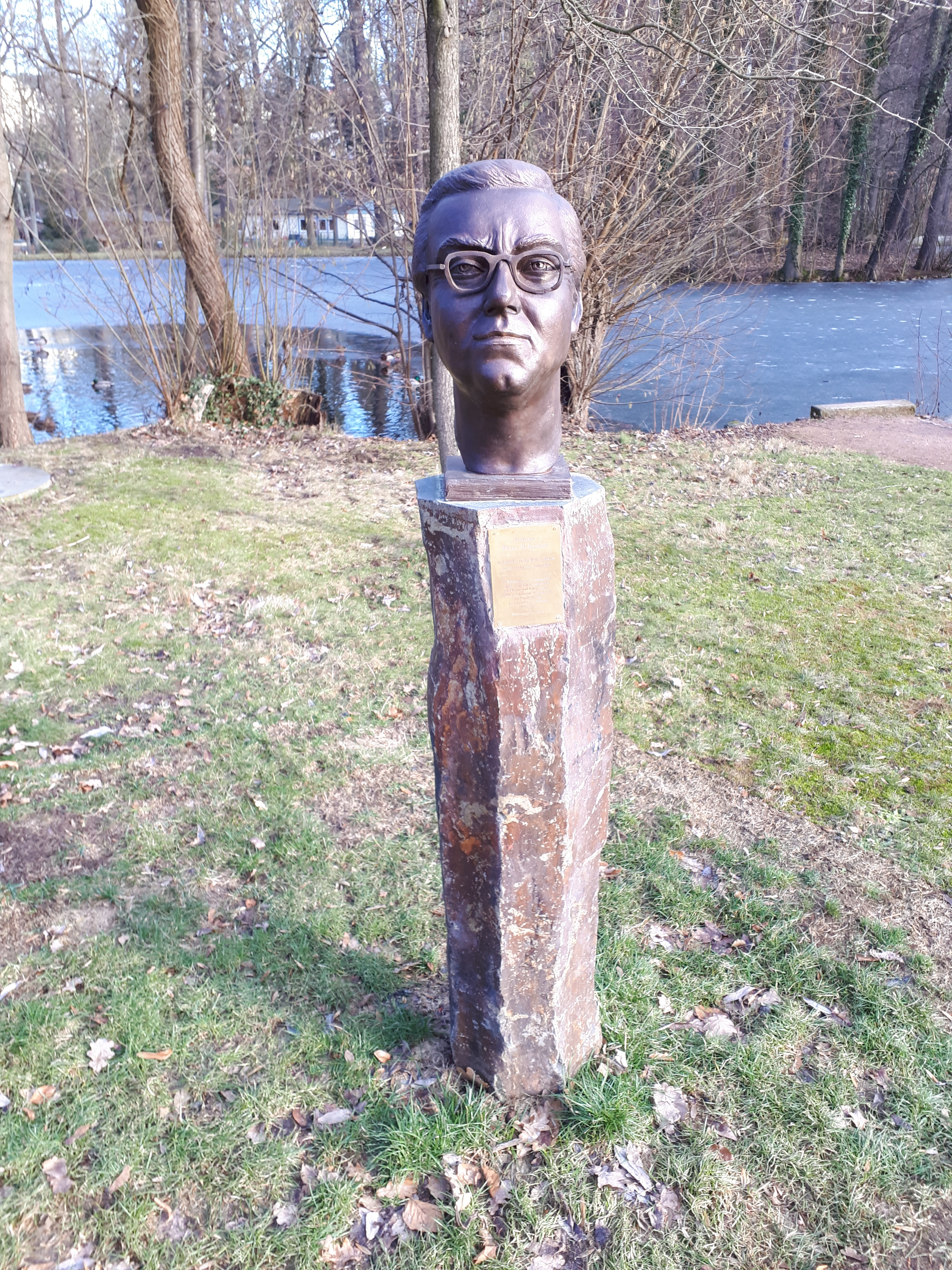
Peter-Schreier-Büste im Kurpark von Kreischa
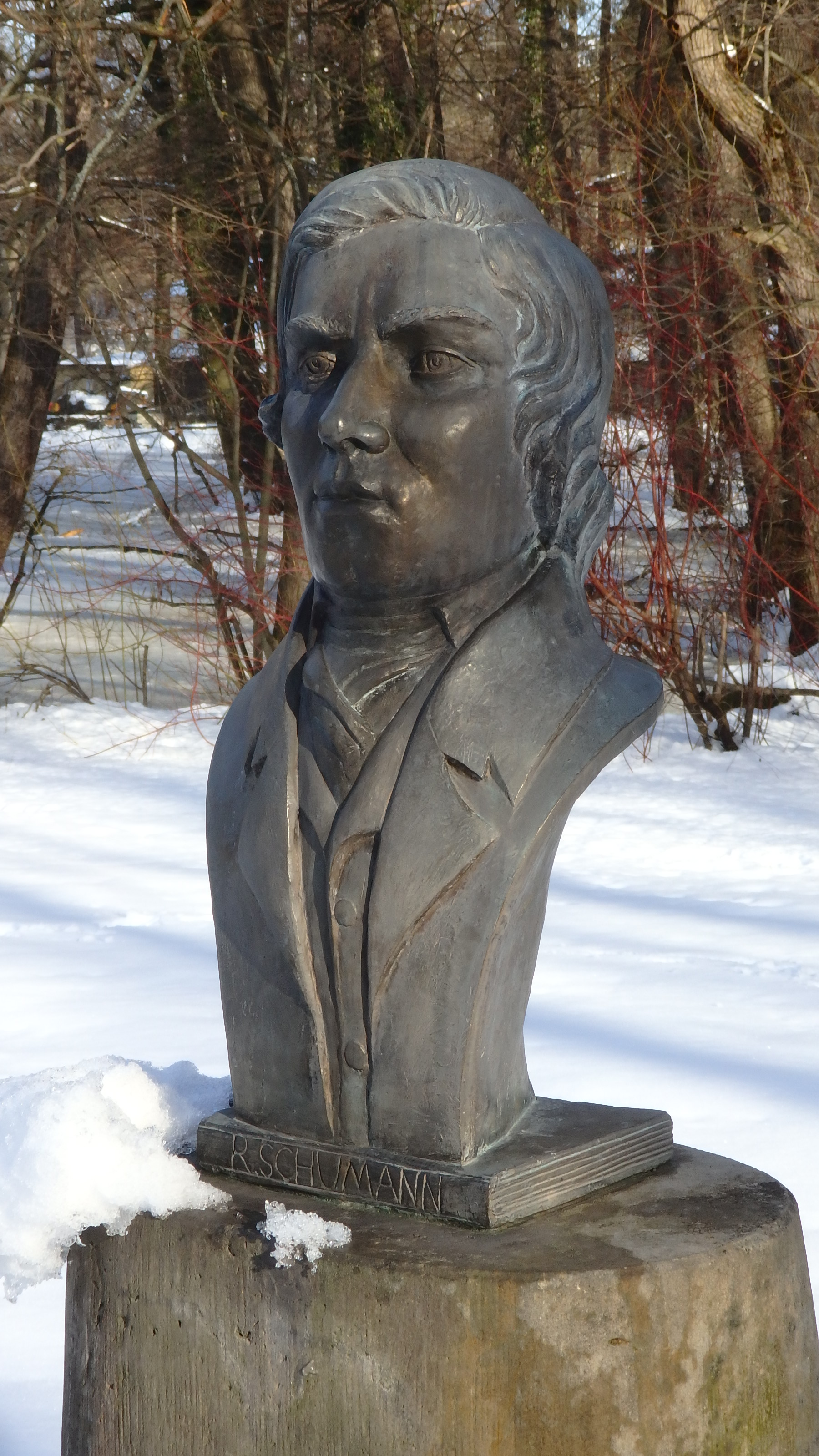
Robert-Schumann-Büste im Kurpark von Kreischa